# Myrian Weber-Perret
 (novembre 2024).
Myrian Weber-Perret, né le 30 août 1922 à Marseille et mort à Pully le 13 avril 1985, est un essayiste, journaliste, critique littéraire, poète et écrivain vaudois.

## Biographie
Myrian Weber-Perret, après des études de lettres, devient professeur et journaliste. De nationalité suisse, il vit d'abord à Genève puis à Pully. Rédacteur en chef, avec Jean-Daniel Bovey, de la revue "Pages", Myrian Weber-Perret est également secrétaire général de la Société de poésie. Il occupe plusieurs années le poste de rédacteur en chef de la revue "Vie, Art, Cité".
En 1960 Myrian Weber-Perret fonde, avec Jacques-René Fiechter, l'Alliance culturelle romande, qu'il préside dès son origine. Cette société lance l'idée d'une revue qui paraît entre 1961 et 1987, d'abord sous le titre de "Bulletin de la Commission pour une collaboration culturelle romande", puis dès 1963, sous celui de "Cahier de l'Alliance culturelle romande". Myrian Weber-Perret est également le rédacteur en chef de ces "Cahiers" qui illustrent la vie culturelle de la région romande. Continuée de 1988 à 1992 sous la direction de Jil Silberstein, elle prend alors le titre de "Présences".
Pendant plus de trente ans, Myrian Weber-Perret enseigne la littérature française et l'histoire à l'École internationale de Genève. Son fonds d'archives se trouve aux Archives littéraires suisses à Berne.

## Sources
- « Myrian Weber-Perret », sur la base de données des personnalités vaudoises sur la plateforme « Patrinum » de la Bibliothèque cantonale et universitaire de Lausanne.
- Ernst Bollinger, « Weber [-Perret, Myrian] » dans le Dictionnaire historique de la Suisse en ligne.
- Simon Roth, Weber-Perret, Genèse de l'Alliance culturelle romande, 1999